# Jackie Shiels
Pas d'image ? Cliquez ici

a Compétitions nationales et continentales officielles uniquement.

b Matchs officiels uniquement.
Dernière mise à jour le 9 août 2014.
Jackie Shiels, née le 1er janvier 1985 à Navan (Irlande), est une joueuse internationale irlandaise de rugby à XV, occupant les postes d'arrière ou de centre.

## Biographie
Jackie Shiels est enseignante et originaire de Navan.
Elle pratique le football gaélique et le football pendant ses années de jeunesse avant de jouer en club au rugby à XV vers l'âge de 20 ans. Une coéquipière lui conseille à la fin de la saison de football gaélique de pratiquer le rugby pour rester affutée.
Elle joue en club avec le Richmond FC (en) et en province avec le Leinster. Elle est retenue avec l'Irlande pour la Coupe du monde en 2014.
Elle joue le premier match contre les États-Unis comme remplaçante entrée en jeu mais pas le second contre la Nouvelle-Zélande ; l'Irlande remporte les deux rencontres (23-17, 17-14). Elle est titulaire pour la partie disputée et remportée 40-5 contre le Kazakhstan, qui les qualifie pour les demi-finales. Elle marque 5 transformations.

## Palmarès
- 22 sélections en équipe d'Irlande
- Participation à la Coupe du monde en 2010 et 2014.
- Participations au Tournoi des Six Nations.